# Arthur Charles Clarke
Arthur Charles Clarke (16. prosince 1917 Minehead, Spojené království – 19. března 2008 Kolombo, Srí Lanka) byl britský autor science fiction a vynálezce, nejvíce známý svým románem 2001: Vesmírná odysea. Společně s Robertem Heinleinem a Isaacem Asimovem byli nazýváni „velkou trojkou science fiction“. Byl předním představitelem hard science fiction a technického optimismu. Počátky jeho díla jsou spojovány s obdobím zlatého věku science fiction.
2001: Vesmírná odysea vznikala současně s filmovou verzí režiséra Stanley Kubricka. Byla inspirována jeho povídkou Hlídka (The Sentinel), ale během přípravy scénáře se rozrostla v celý román. Kubrick přišel za Clarkem se žádostí o román, podle kterého bude možné natočit „příslovečně dobrý vědeckofantastický film“. To vyústilo ve skutečně jedinečnou spolupráci v celé historii sci-fi filmů.
Napsal také mnohé jiné knihy včetně Setkání s Rámou (na tu později navázala celá série knih napsaných ve spolupráci s Gentry Leem), tří pokračování Vesmírné odysey a mnoha příběhů vážných i humorně laděných – například povídka Hvězda o duchovním dilematu jezuitského kněze na archeologické expedici v dalekém vesmíru. Stal se vynálezcem geostacionární telekomunikační družice. S myšlenkou satelitu zavěšeného na pevném místě na obloze přišel dávno před vypuštěním první družice – už v roce 1945.
Jeho jménem byla pojmenována planetka – „4923 Clarke“ a dinosaurus Serendipaceratops arthurcclarkei objevený v australském Inverlochu. Velkou část života strávil na Srí Lance, kde také přežil tsunami v roce 2004.

## Životopis
Narodil se v pobřežním městě Minehead v Somerset v jihozápadní Anglii do farmářské rodiny. V zhruba deseti letech se jeho zálibou stalo sbírání zkamenělin a poté pozorování hvězd. Kvůli svému zájmu o astronomii si postavil vlastní malý teleskop. Dalším jeho výtvorem byl fotofon – přístroj pro přenos zvuku pomocí měnící se intenzity světla. Někdy v této době se mu do ruky dostal časopis Amazing Stories, publikující fantastické povídky. Takovéto americké časopisy se do Anglie dostávaly jako lodní balast. Během studia Huishova gymnázia v Tauntonu začal psát vlastní povídky. V roce 1934 vstoupil do Britské meziplanetární společnosti.
Po gymnáziu si nemohl dovolit pokračovat ve studiu a tak odešel do Londýna, kde pracoval jako účetní revizor na ministerstvu školství. Zároveň se rozhodl stát se profesionálním spisovatelem. Setkal se s Walterem Gillingsem, vydavatelem časopisu Scientification, který mu otiskl dva články v letech 1938 a 1939 (jeden shrnoval soudobé poznatky o sluneční soustavě, druhý se týkal možností letu raketou na Měsíc).
Během druhé světové války sloužil v britském královském letectvu (RAF) jako instruktor pro práci s radarem. V říjnu 1945 otiskl v časopise Wireless World myšlenku, jak pomocí tří družic zajistit celosvětový příjem televizního signálu. Bohužel pro něj však je v Británii k udělení patentu potřeba dvou fungujících exemplářů vynálezu. Takto mohl jen v roce 1962, kdy se jeho myšlenka uskutečnila, publikovat v časopise článek Jak jsem přišel o miliardu dolarů vynalézáním Telstaru ve volném čase. Díky tomu je dnes známý jako vynálezce principu telekomunikační družice a na jeho počest je geostacionární oběžná dráha někdy nazývána Clarkova. Kromě tohoto vynálezu publikoval za války ještě jiný článek: Raketa a válka budoucnosti o spojení rakety a jaderné hlavice, díky němu získal stipendium k dalšímu studiu.
Roku 1946 se stal předsedou Britské meziplanetární společnosti a pracoval na vývoji automatických přistávacích systémů. V letech 1946–1948 získal bakalářský titul z fyziky a teoretické i aplikované matematiky na King's College (získal červený diplom). V tomto roce mu John W. Campbell zaplatil 180 dolarů za povídku Rescue Party pro časopis Astounding Science-Fiction. V roce 1948 mu v časopise vyšlo jeho první větší dílo Proti pádu noci, později přepracované jako Město a hvězdy.
Roku 1956 se přestěhoval do Kolomba na Srí Lance (tehdy ještě Cejlon). Tamní prostředí jej inspirovalo k napsání románu Rajské fontány, v němž popisuje ideu vesmírného výtahu.
Na počátku své kariéry se také zajímal o paranormální jevy, což zužitkoval v románu Konec dětství. Již před dlouhou dobou se od všelijakých pseudověd distancoval, vždy však obhajoval výzkum na poli telekineze a podobných jevů. Je také známý ze svých dvou seriálů: Záhady světa Arthura C. Clarka (1981) a Svět tajemných sil Arthura C. Clarka (1984).
Od roku 1988 byl upoután na kolečkové křeslo. V roce 1988 se začalo oficiálně mluvit o udělení rytířského titulu. To bylo pozdrženo během vyšetřování jeho obvinění z pedofilie vzneseného bulvárním časopisem The Sunday Mirror. Clarke byl očištěn od tohoto obvinění v roce 2000. Jeho zdravotní stav v této době mu však neumožnil odcestovat do Londýna a převzít tuto poctu od královny osobně. Slavnostní ceremoniál se tedy uskutečnil za přítomnosti britského vysokého komisaře přímo v Kolombu. Byl čestným předsedou Institutu pro spolupráci ve vesmíru.
V roce 1962 byl za své knihy a články navržen na cenu UNESCO: Kalingovu cenu za popularizaci vědy. Roku 1985 mu byl udělen titul velmistra sci-fi. Roku 1986 založil Cenu A. C. Clarka, která se každoročně uděluje nejlepšímu sci-fi románu vydanému na britské půdě.
Zemřel 19. března 2008 nedlouho po svých 90. narozeninách v Kolombu na Srí Lance, kde žil od roku 1956. V posledních měsících svého života trpěl respiračními problémy.

## Dílo

### Vesmírná odysea

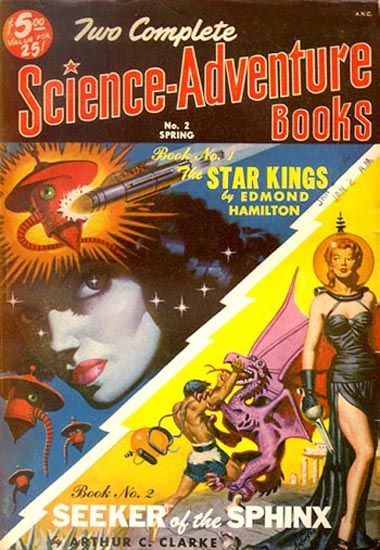
Obálka časopisu Two Complete Science-Adventure Books z roku 1951 s autorovou povídkou Seeker of the Sphinx (Hledač sfingy).

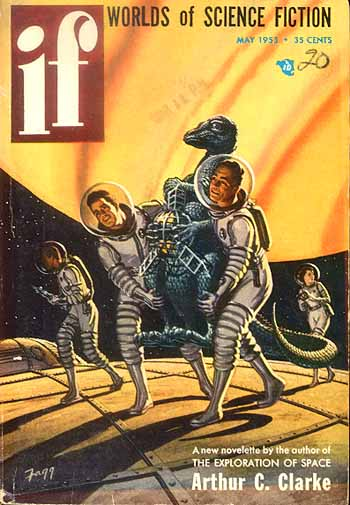
Obálka časopisu If z roku 1953 s autorovou povídkou Jupiter Five (Jupiter V).

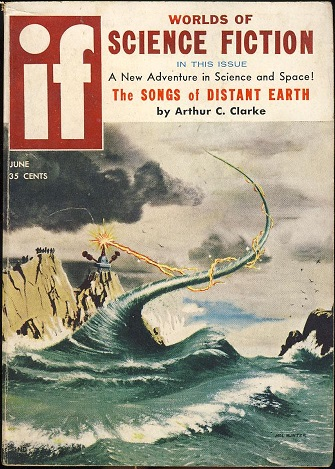
Obálka časopisu If z roku 1958 s autorovou povídkou The Songs of Distant Earth (Zpěvy vzdálené Země).

- 2001: Vesmírná odysea, Svoboda 1971 (2001: The Space Odyssey, 1968)
- 2010: Druhá vesmírná odysea, Práce 1991 (2010: Odyssey Two, 1982)
- 2061: Třetí vesmírná odysea, Práce 1991 (2061: Odyssey Three, 1988)
- 3001: Poslední vesmírná odysea, Baronet 1996, ISBN 80-7214-032-9 (3001: The Final Odyssey, 1997)

### Ráma
- Setkání s Rámou, Svoboda, 1984 (Rendezvous with Rama, 1973)
- Návrat Rámy, Baronet, 1994, ISBN 80-85621-90-8 (Rama II, 1989) – spoluautor Gentry Lee
- Zahrada Rámova, Baronet, 1994, ISBN 80-85621-91-6 (The Garden of Rama, 1991) – spoluautor Gentry Lee
- Ráma tajemství zbavený, Baronet, 1995, ISBN 80-85621-21-5 (Rama Revealed, 1993) – spoluautor Gentry Lee

Do série ještě patří knihy Poslové Rámových světů a Noc dvojího úplňku, jejichž autorem je Gentry Lee.

### Odysea času / Oko času
- Oko času, Baronet 2005 (Time's Eye, 2004) – spoluautor Stephen Baxter
- Sluneční bouře, Baronet 2006 (Sunstorm, 2005) – spoluautor Stephen Baxter
- Prvorození, Baronet 2008 (Firstborn, 2007) – spoluautor Stephen Baxter

### Jiné romány
- Proti pádu noci, Baronet 1999, ISBN 80-7214-172-4 (Against the Fall of Night, 1948/1953)
- Prelude to Space, 1951
- Marťanské písky, Baronet 1998, ISBN 80-7214-132-5 (The Sands of Mars, 1951)
- Islands in the Sky, 1952
- Konec dětství, Laser 1992, ISBN 80-85601-06-0 (Childhood's End, 1953)
- Světlo Země, Laser 1992, ISBN 80-85601-30-3 (Earthlight, 1955)
- Město a hvězdy, Laser 1992, ISBN 80-85601-11-7 (The City and the Stars, 1956)
- Hluboké pastviny, Baronet 1997, ISBN 80-85890-99-2 (The Deep Range, 1957)
- Měsíční prach, SNKLU 1965 (A Fall of Moondust, 1961)
- Ostrov delfínů, Mustang 1997, ISBN 80-7191-165-8 (Dolphin Island, 1963)
- Sestupová dráha, Baronet 1998, ISBN 80-7214-086-8 (Glide Path, 1963)
- Impérium, Baronet 1996, ISBN 80-85890-66-6 (Imperial Earth, 1975)
- Rajské fontány, Odeon 1982, (The Fountains of Paradise, 1979)
- Zpěv vzdálené Země, Bonus Press, 1993, ISBN 80-85621-15-0 (The Songs of Distant Earth, 1986)
- Kolébka, Baronet 1996, ISBN 80-85890-54-2 (Cradle, 1988) – spoluautor Gentry Lee
- Po pádu noci, Baronet 1999, ISBN 80-7214-172-4 (Beyond the Fall of Night, 1990) – spoluautor Gregory Benford)
- Duch z Grand Banks, Polaris 1996, ISBN 80-85911-22-1 (The Ghost from the Grand Banks, 1990)
- Kladivo Boží, Baronet 1995, ISBN 80-85621-98-3 (The Hammer of God, 1993)
- Desátý stupeň, Baronet : Knižní klub 1997, ISBN 80-7214-009-4 (Richter 10, 1996) – napsal Mike McQuay podle Clarkova námětu
- Spoušť, Baronet 2001, ISBN 978-80-242-0557-1 (The Trigger, 1999) – spoluautor Michael P. Kube-McDowell
- Svit vzdálených dní, Baronet 2001, ISBN 978-80-242-0579-3 (The Light of Other Days, 2000) – spoluautor Stephen Baxter
- Poslední Teorém, Baronet 2009, ISBN 978-80-7384-197-3 (The Last Theorem, 2008) – spoluautor Frederik Pohl

### Sbírky
- Oceánem hvězd, SNKLU 1962 (Across the Sea of Stars, 1959):

Konec dětství, Earthlight a další
- Zpráva o třetí planetě, Práce 1982
- Hlídka, Knižní Klub 1994 (The Sentinel, 1983):

Záchranná výprava, Anděl strážný, Mez pevnosti, Hlídka, Jupiter V, Útočiště, Sluneční vítr, Setkání s medúzou a Zpěvy vzdálené Země
- Zkazky z planety Země, Baronet 1996, ISBN 80-7176-426-4 (Tales From Planet Earth, 1990)
- Historky od Bílého jelena, Polaris 2001 (Tales from the White Hart, 1957)
- Devět miliard božích jmen, Baronet 2002, ISBN 80-7214-455-3 (The Nine Billion Names of God, 1967)
- Směr času, Polaris 2002, ISBN 80-7332-002-9
- Výprava na Zemi, Baronet 2007, ISBN 978-80-7214-997-1 (Expedition to Earth, 1953)
- Povídky z deseti světů, Baronet 2007, ISBN 978-80-7384-054-9 (Tales of Ten Worlds, 1962)
- Reach for Tomorrow, 1956
- Odvrácená strana nebe, Baronet 2008, ISBN 978-80-7384-084-6 (The Other Side of the Sky, 1958)
- From the Ocean, From the Stars, 1962

The City and the Stars, The Deep Range, The Other Side of the Sky
- An Arthur C. Clarke Omnibus, 1965:

Konec dětství, Prelude to Space a Expedition to Earth
- Prelude to Mars, 1965:

Prelude to Space, The Sands of Mars
- The Lion of Comarre & Against the Fall of Night, 1968
- An Arthur C. Clarke Second Omnibus, 1968:

A Fall of Moondust, Earthlight, The Sands of Mars
- Of Time and Stars, 1972
- The Wind from the Sun, 1972
- The Best of Arthur C. Clarke, 1973
- Four Great SF Novels, 1978:

Město a hvězdy, The Deep Range, Měsíční prach, Setkání s Rámou
- More Than One Universe, 1991
- The Collected Stories of Arthur C. Clarke, 2000

### Povídky a novely (výběr)
- Hvězda
- Hlídka
- Devět miliard božích jmen
- Setkání s medúzou

### Nefantastické
- The Exploration of Space, 1951
- The Challenge of the Space Ship, 1959
- Glide Path: To The Heart of Experimental Technology.In WWII!, 1963
- Man and Space, 1964
- Ztracené světy 2001, Eminent 2001, ISBN 80-7281-054-5 (Lost Worlds of 2001, 1972)
- 1984: Spring a Choice of Futures, 1984
- How the World was One: Beyond the Global Village, 1992
- By Space Possesses: Essays on the Exploration of Space, 1993
- Greetings, Carbon-Based Bipeds!: Collected Works 1934–1988, 1999
- From Narnia to a Space Odyssey: The War of Letters Between Arthur C. Clarke and C.S. Lewis, 2003 – spoluautor C. S. Lewis

## Filmová zpracování
- 2001: Vesmírná odysea (A Space Odyssey) (1966), americký film, režie Stanley Kubrick.
- 2010: Druhá vesmírná odysea (2010: The Year We Make Contact) (1984), americký film, režie Peter Hyams.
- Barvy nekonečna (1995, The Colours of Infinity), britský dokumentární film podle autorova scénáře, režie Nigel Lesmoir-Gordon.
- Konec dětství (2015, Childhood's End), třídílný americký televizní film, režie Nick Hurran

## Ocenění
- Cena Hugo (3 + 1 retro)
  - 1954 – povídka – Hvězda
  - 1973 – román – Setkání s Rámou
  - 1980 – román – Rajské fontány
  - 2004 – povídka, retro – Devět miliard božích jmen
- Cena Nebula (3)
  - 1973 – novela – Setkání s medúzou
  - 1974 – román – Setkání s Rámou
  - 1980 – román – Rajské fontány
- Cena Locus (1)
  - 1974 – román – Setkání s Rámou
- British SF
  - 1974 – Setkání s Rámou
- Campbell Memorial Award
  - 1974 – román – Setkání s Rámou
- Jupiter Award
  - 1974 – Setkání s Rámou
- Forry Award
  - 1982 – za celoživotní dílo
- Damon Knight Memorial Grand Master Award
  - 1985 – velmistr sci-fi

## Citáty
- Dostatečně pokročilou technologii nelze odlišit od magie.
- Jediný způsob, jak se můžeme dostat za hranice možného, je ponořit se do nemožného.
- Jestli v životě najdete cestu bez překážek, určitě nikam nevede.